# 東郷ダム (北海道)
東郷ダム（とうごうダム）は北海道富良野市西達布、石狩川水系西達布川にあるダム。
1969年着手。ダム本体の完成後も漏水のため長期にわたって湛水できなかった。2011年(平成23年)9月に会計検査院が「国営東郷土地改良事業及び国営ふらの土地改良事業が事業着手から38年を経過した時点でも事業が完成しておらず累計事業費は多額に上っている」として、国会及び内閣に対する随時報告を行っていた。2020年竣工。
形式:ロックフィル、堤高:47.5m、堤頂長:375.4m、堤体積:1030×103m3、流域面積:35.8km2 （ 直接：18.3km2 間接：17.5km2 ）、湛水面積:12ha、総貯水容量:510×103m3、有効貯水容量:180×103m3、ダム事業者:北海道開発局農水部、本体施工者:伊藤組土建
座標: 北緯43度13分44秒 東経142度35分01秒 / 北緯43.22889度 東経142.58361度